# Радојица Ненезић
Радојица Ненезић (Броћанац, код Никшића, 23. септембар 1921 — Београд, 13. јануар 1995), учесник Народноослободилачке борбе, генерал-пуковник ЈНА и народни херој Југославије.

## Биографија
Рођен је 23. септембра 1921. године у селу Броћанац, код Никшића. Родитељи су му били колонисти, који су иселили из Црне Горе и населили у околини Вуковара. Основну школу завршио је у селу Маркушици, а четири разреда гимназије у Осијеку. Пошто је рано остао без родитеља, морао је да прекине школовање и да се врати у село Аду, у Славонији, да издржава младу браћу и сестре. У селу се, као младић, бавио земљорадњом, а успоставио је везу с комунистима, па је јуна 1938. године примљен у Савез комунистичке омладине Југославије (СКОЈ). Већ априла 1939. године, био је изабран за члана Окружног комитета СКОЈ-а у Осијеку. Био је учесник на два земаљска саветовања СКОЈ-а у име Секретаријата ОК СКОЈ-а за Осијек. За члана Комунистичке партије Југославије (КПЈ) примљен је 1940. године.

### Народноослободилачка борба
После окупације Краљевине Југославије и стварања Независне Државе Хрватске 1941, протерале су га усташке власти у Мачву. На том подручју, у Клењу и Богатићу, повезао се с члановима ОК КПЈ за Шабац и Подриње и учествовао у припремама и дизању оружаног устанка. После формирања Подрињског одреда, постао је његов борац, политички комесар десетине, десетар, политички комесар вода и водник. Учествовао је у борбама против непријатеља у току немачке операције у западној Србији (Прва непријатељска офанзива), и у том периоду са својом десетином изводио акције у позадини непријатеља.
После повлачења Подрињског одреда до Ужица и повратка његових делова у Мачву, 15. децембра 1941. године био је постављен за политичког комесара 1. чете 1. поцерског батаљона Подрињског одреда, функција коју је обављао до марта 1942. године. Тада је напустио Подриње и с деловима Подрињског и Ваљевског одреда пребацио се у Босну, где је у Фочи ушао у састав Пратеће чете Врховног штаба НОВЈ. У Гламочу је, септембра 1942. године, донета одлука да се Ненезић пребаци у Славонију, где је био постављен за команданта батаљона у 1. псуњском одреду. С овим батаљоном се истакао својом храброшћу у јуришу на усташко упориште у селу Шпановици. Већ 11. октобра 1942. године био је постављен за заменика команданта 1. славонске бригаде, а крајем исте године вршио је дужност команданта те бригаде. Када је формирана 17. хрватска ударна бригада, 26. децембра 1942. године, био је постављен за њеног команданта. Командујући 17. бригадом, постигао је низ успеха већ у јануару 1943. године, у нападу на село Рајић и делове железничке пруге Загреб–Београд. Нарочитог успеха с овом бригадом имао је у извршавању наређења Врховног команданта од 7. фебруара 1943, да се појачају напади на непријатељска упоришта, како би се ослабио његов притисак на ослобођену територију (у току је била Четврта непријатељска офанзива, односно битка на Неретви). Извршавајући то наређење, 17. бригада је са својим командантом Ненезићем извојевала низ победа над усташко-домобранским снагама, истичући се нарочито у нападу на Пакрац, Вировитицу, Велику Писаницу, Гарешницу, Малу Трновитицу и Павловац. У извештају команданта 4. дивизије пише да се 17. бригада, под командом Ненезића, нарочито истакла у борбама против непријатеља на подручју Славоније, Мославине и Билогоре. Исто тако је, у току окупаторско-квислиншке операције „Браун” у Славонији, 17. бригада имала низ успеха, а нарочито у борби код Каменских Шушњара, и у мају 1943, у нападу на Воћин. Њени успеси, с командантом Ненезићем на челу, протезали су се и на подручја ван Славоније, све до Марије Бистрице и заузимања Златара (у северозападној Хрватској).
Због својих успеха у командовању, наређењем Првог славонског корпуса од  17. маја 1943. Ненезић је постављен за заменика команданта 10. дивизије, а затим 28. ударне дивизије. С овом дивизијом имао је низ успеха, а нарочито у нападу на Кутјево. У октобру 1943. постављен је за начелника Штаба Шестог корпуса НОВЈ; на том положају се истакао у организацији уништења упоришта Чаглина, Пакраца и Куле. Затим је, наређењем Главног штаба НОВ и ПО Хрватске, 29. фебруара 1944. постављен за команданта 28. ударне дивизије НОВЈ. С том дивизијом истакао се у нападима на непријатељске колоне на комуникацији Дарувар–Вировитица, у протеривању непријатеља из упоришта Великих Бастаја и Ђулавеца, и други пут у пределу северозападне Хрватске у нападу на Чазму. 28. ударна дивизија НОВЈ је под командом Ненезића учествовала у низу победа у борбама са снагама Вермахта за ослобођење Србије, града Београда и његове железничке станице, од Обреновца преко Бијељине, Добоја и Мотајице, све до Босанске и Хрватске Костајнице, Петриње и, коначно, до ослобођења Загреба, 9. маја 1945. године. У току рата био је једном тешко рањен.

### Послератни период
После ослобођења је наставио професионалну војну каријеру у Југословенској народној армији (ЈНА). Завршио је Војну академију „Фрунзе“ у Совјетском Савезу и Курс оперативне тактике ЈНА. Налазио се на дужностима — команданта корпуса и армије, команданта Војног подручја, начелника управе у Генералштабу ЈНА, председника Сталне испитне комисије Савезног секретаријата за народну одбрану (ССНО) и др. Пензионисан је 1981. године у чину генерал-пуковника ЈНА.
У време распада СФРЈ, почетком 1990-их година био је веома политички активан у раду партије Савез комуниста — Покрет за Југославију (СК–ПЈ), коју су предводили генерали ЈНА. 
Преминуо је 13. јануара 1995. године у Београду. 
Носилац је Партизанске споменице 1941. и других југословенских одликовања, међу којима су — Орден ратне заставе, Орден партизанске звезде са златним венцем, Орден заслуга за народ са златном звездом, Орден братства и јединства са златним венцем, Орден за војне заслуге са великом звездом и Орден за храброст. Орденом народног хероја одликован је 20. децембра 1951. године.